# رود سن آنتونیو

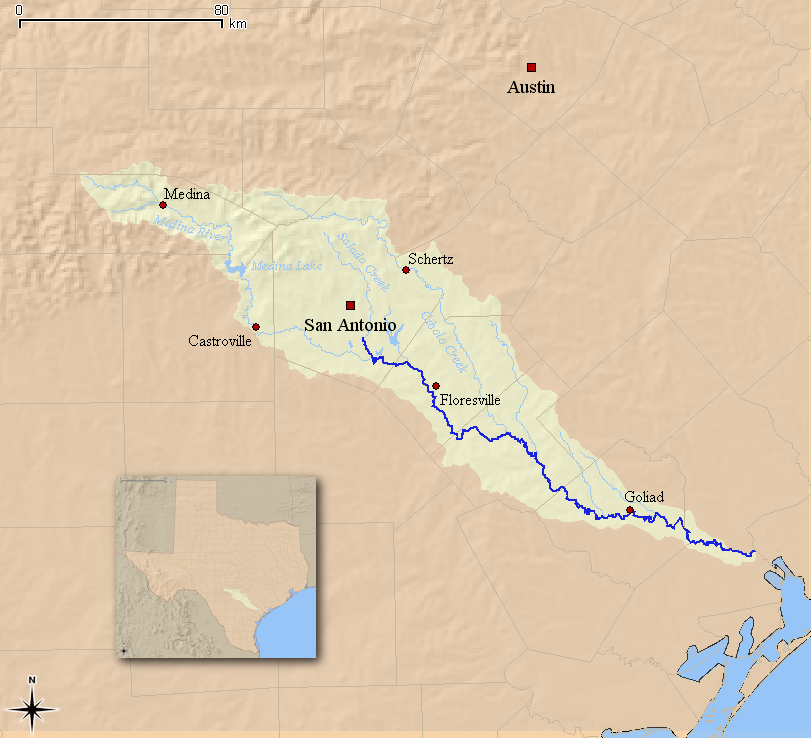
رود سن آنتونیو و حوزه آبریز آن.

رود سن آنتونیو (به انگلیسی: San Antonio river) رودیست در ایالت تگزاس، و ۳۸۴ کیلومتر طول دارد.
رود واک در حوزه این رود قرار دارد.

## نگارخانه

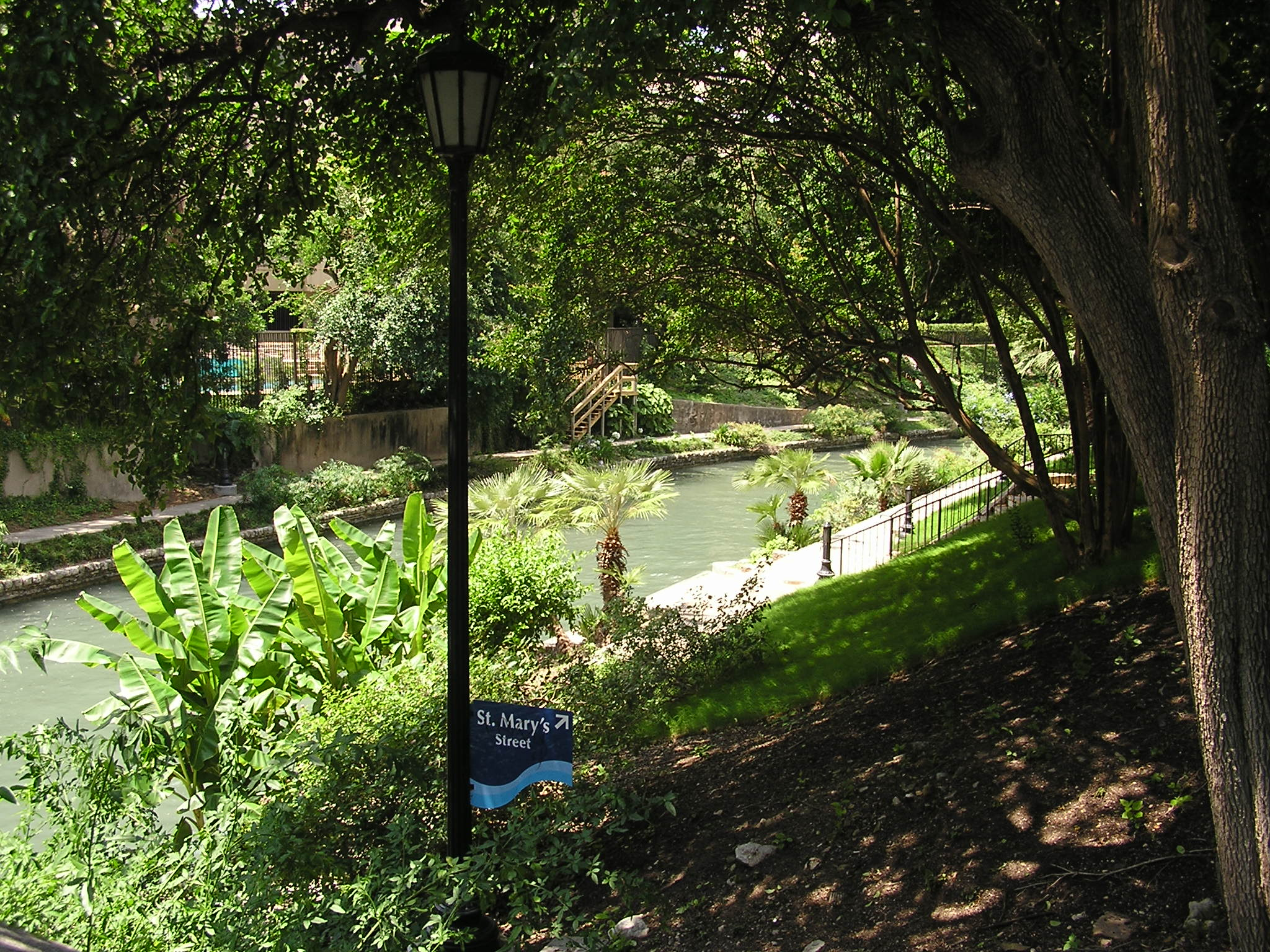
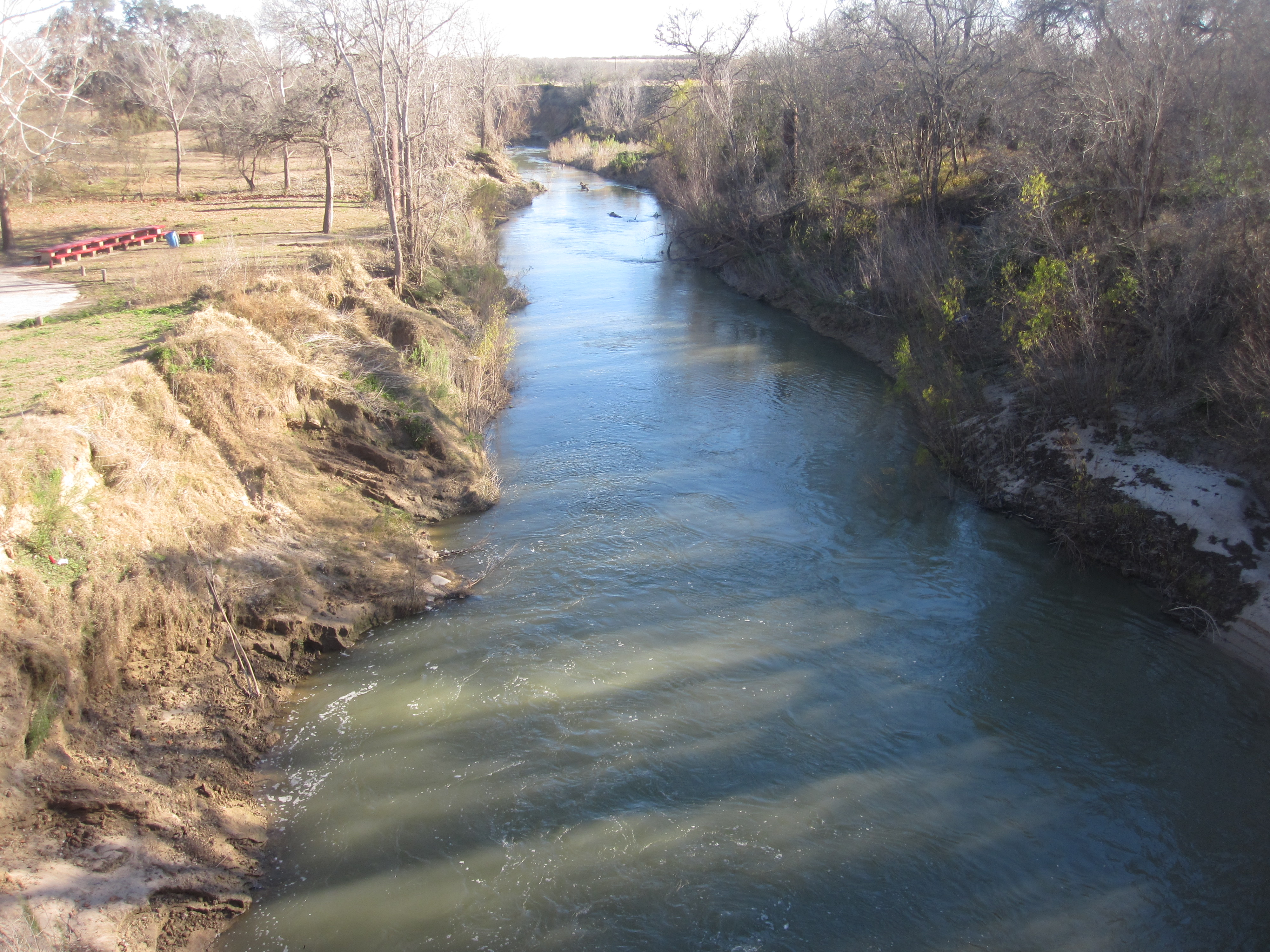
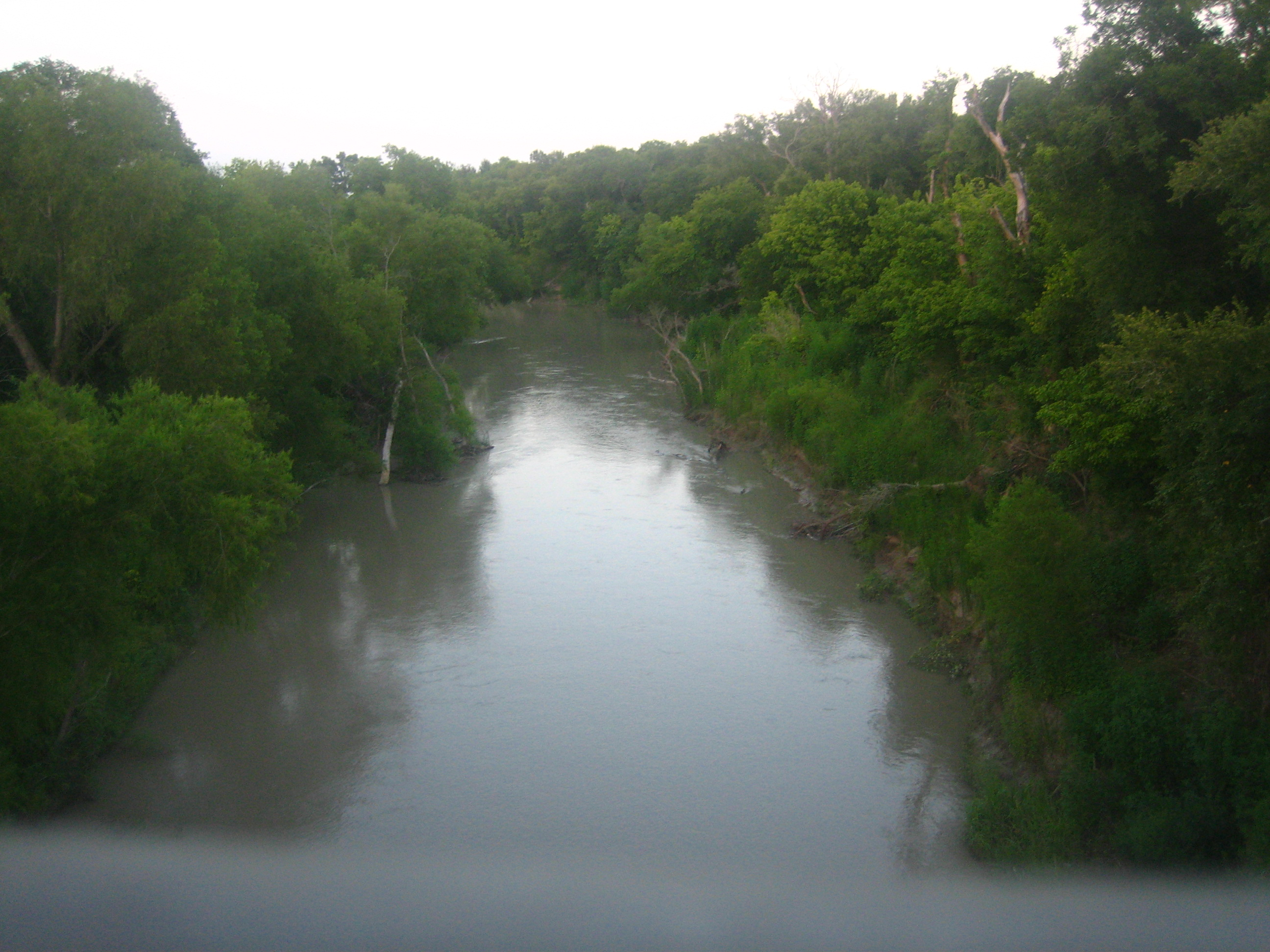
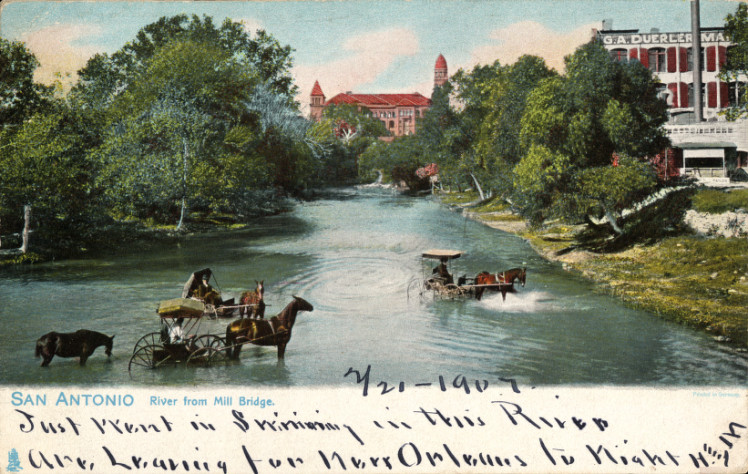